# San Vito Romano
San Vito Romano é uma comuna italiana da região do Lácio, província de Roma, com cerca de 3.235 habitantes. Estende-se por uma área de 12 km², tendo uma densidade populacional de 270 hab/km². Faz fronteira com Bellegra, Capranica Prenestina, Genazzano, Olevano Romano, Pisoniano.

## Demografia
| Variação demográfica do município entre 1861 e 2011                               |
|                                                                                   |
| Fonte: Istituto Nazionale di Statistica (ISTAT) - Elaboração gráfica da Wikipedia |